# جانداران دستکاری‌شده
حیوانات دستکاری‌شده ژنتیکی، جاندارنی هستند که در راستای حصول اهداف مختلفی چون تولید دارو، افزایش راندمان عملکرد، افزایش مقاومت در برابر بیماریها و سایر موارد تحتِ اِصلاح ژنتیکی قرار میگیرند. شمار زیادی از حیوانات تراریخته در مرحلۀ تحقیق و بررسی بوده و تنها بخش محدودی از آنها در آستانۀ تولید تجاری هستند.

## تولید
اِصلاح ژنتیکی پستانداران، فرآیندی کُند، طاقتفرسا و پُرهزینه است. مشابه با دیگر جانداران اِصلاحشده به روش ژنتیکی، ابتدا مهندسان ژنتیک باید اقدام به جداسازی ژنی نمایند که میخواهند وارد اُرگانیسم میزبان شود. این مرحله میتواند از یک سلول حاوی ژن گرفته یا به شکل مصنوعی سنتز شود. در صورت ارزیابی مناسب و گستردۀ ژن منتخب یا ژنومِ موجود اهداکننده ممکن است که بتوان از طریق یک مخزنِ ژنتیکی به آن ژن دسترسی پیدا کرد. سپس ژن مَدنظر با سایر عناصر ژنتیکی شامل یک پُروموتر (پیش بَر)، یک منطقۀ پایاندهنده و معمولاً یک نشانگر منتخب ترکیب میشود.
چندین روش به منظور تلقیح ژن جداشده در ژنوم میزبان وجود دارد. در مجموع، تلقیح DNA در حیوانات از طریق ریزتزریق صورت میگیرد. در این روش میتوان ژن را به کمک ناقلهای ویروسی یا از طریق پوشش هستۀ سلول مستقیماً به داخل هسته منتقل کرد. اولین حیوانات اصلاح شده به روش ژنتیکی با تزریق DNA ویروسی به جنین و سپس کاشت آن در حیوانات ماده تولید شدند. باید اطمینان حاصل شود که DNA تلقیح شده در سلولهای بنیادی جنین هم موجود است . بدین ترتیب، جنین رشد کرده و میتوان امیدوار بود که برخی از ترکیبات ژنتیکی در سلولهای بارور و زایا تلقیح شوند. پژوهشگران تا رسیدن حیوان به سن تولیدمثل منتظر مانده و فرزندان آنها از نظر وجود ژن در هر سلول با استفاده از تکنیک واکنش زنجیره‌ای پلیمراز ، تکنیک ساتِرن بِلات و تعیین توالی DNA غربالگری میشوند.
اصلاحات ژنتیکی با استفاده از تکنولوژیهای جدید آسانتر و دقیقتر شدهاند. روشهای هدفگیری ژن با ایجاد شکستگیهای دورشتهای همراه با سامانههای همگون ترمیم نوترکیبی طبیعی سلولها جهت جهش القایی ژنها در مکانهای دقیق توسعه یافتهاند. ویرایش ژنوم از هستههای مهندسیشدۀ مصنوعی استفاده میکند که موجب ایجاد شکستهایی در نقاط خاص میشوند. چهار خانواده از نوکلئازهای مهندسیشده شامل مگانوکلئازها، نوکلئازهای اَنگشت روی، نوکلئازهای اِفکتور شِبه-فعالکنندۀ رونویسی و سیستم RNA راهنما-Cas9 (کَسِ-9) (برگرفته از کریسپر) هستند. تکنولوژی اِفکتور نوکلئاز شِبه-فعال کنندۀ رونویسی و کریسپر جزء پرکاربردترین فناوریها در این زمینه به شمار رفته و هریک مزایای خاص خود را دارند. تکنولوژی های مبتنی بر افکتور نوکلئاز شِبه-فعال کنندۀ رونویسی هدفگیری بهتری دارند. ولی، کریسپر کارآمدتر و طراحی آن هم سادهتر است. توسعۀ سامانۀ ویرایش ژِن کریسپر-کَس-9 منجر به کاهش نیمی از مدتزمان موردنیاز جهت تولید حیوانات اِصلاح شدۀ ژنتیکی شده است.

## تاریخچه
از حدود 12000 سال قبل از میلاد، انسانها با استفاده از پرورش انتخابی یا انتخاب مصنوعی (در مقابل انتخاب طبیعی) اقدام به اَهلیکردن حیوانات کردند. زمینهساز مفهوم مُدرن اِصلاح ژنتیکی فرآیندی به نام اِصلاح انتخابی است. در طی این فرآیند، موجوداتی با صفات (و متعاقباً با ژنهای موردنظر) جهت تولید نسل بعدی اُرگانیسمها مورد استفاده قرار گرفته و جانداران فاقد این صفات پرورش داده نمیشوند. پیشرفتهای حاصل در علم ژنتیک باعث توانایی انسان در تغییر مستقیم DNA و بالطبع ژنهای جاندارن میشود. محققی به نام پُلبِرگ در سال (1972) با ترکیب DNA ویروس میمون با ویروس لامبدا موفق به تولید اولین DNA نوترکیب شد.